# Намче-Барва
Намче-Барва, (Namcha Barwa, офіційно: Namjag Barwa) (7782 м) — вершина в східних Гімалаях. Розташована в Тибеті за 22 км на південний схід від Гіала-Пері (7294 м). 28-ма по висоті вершина в світі і сама східна вершина понад 7600 метрів. Брахмапутра огинає масив Намче-Барви, прориваючись крізь Ассамські Гімалаї. Намче-Барва є східним краєм Гімалаїв (західною точкою вважається Нангапарбат).

## Історія підкорення вершини
Після підкорення Батури (7795 м) в 1976 році, Намче-Барва була найвищою нескореною горою в світі до 1992 року, коли була підкорена.
Намче-Барва була виявлена в 1912 році британськими дослідниками, але район залишався невідвідуваним аж до початку спроб сходження китайськими альпіністами в 80-х роках XX століття. Вони розвідали декілька можливих шляхів сходження, але так і не досягли вершини. У 1990 році японсько-китайська експедиція більш ретельно дослідила гору. Інша об'єднана експедиція в 1991 досягла висоти 7460 метрів, але втратила при цьому в лавині альпініста Хіроші Оніші. На наступний рік третя японсько-китайська експедиція, розбивши шість проміжних таборів на південному ребрі, пройшовши через середню вершину Наї Пенг (7043 м), досягла вершини 30 жовтня.
«Гімалайський журнал» не містить даних про наступні спроби сходження.